# Осми кръстоносен поход
Осмият кръстоносен поход е военна експедиция, организирана през 1270 г. от Луи Девети – същият, който започва и предишния Седми кръстоносен поход. Към краля се присъединява и брат му – Карл Анжуйски, който е крал на Сицилия по това време.
За похода са били нужни много средства и във Франция се въвежда нов поголовен данък. Папа Климент IV отделя една десета от приходите си за похода. Карл Анжуйски, за да накара повече войници да се присъединят към тях, поема издръжката на войниците, които се присъединят към тях. На 4 юли 1270 г.потеглят от пристанището на град Егморт – Южна Франция, и стигат до пристанището на град Каляри на 8 юли 1270 г. Чак тогава решават на къде да тръгнат – към град Тунис. Братът на Луи изявява най-голяма инициатива да тръгнат натам, понеже беят на Тунис отказва да плаща такси за износ на стока от Сицилия. Карл Анжуйски иска само да го сплаши с армията на брат си. Луи се съгласява да тръгнат на там понеже планира да превърне Тунис в основна база за настъплението си към Африка. Планира да мине през Либия, за да изненада султана на Египет.
Потеглят към Тунис и там се срещат с туниската армия – „крещяща тълпа“, но колкото и слаба да е, тя нанася поражения на Кръстоносната армия (това е единствения сблъсък между двете армии – до главна битка не се стига).
Поради лошите климатични условия се разразява чума, от която на 25 август 1270 г. умира и Луи Девети. Брат му спира френските войски да разграбят Тунис, а и техният боен дух е спаднал. На 31 октомври 1270 г. се подписва 10-годишен договор, съгласно който Тунис трябва да приема сицилианските стоки безмитно, а беят да плаща данъка в двоен размер.
На 18 ноември 1270 г. кръстоносците поемат обратно към Сицилия, но малко преди да стигнат се разразява буря, която потапя 18 големи кораба с 4000 войници и цялото злато, дадено от бея на Тунис.